# Tackle francés

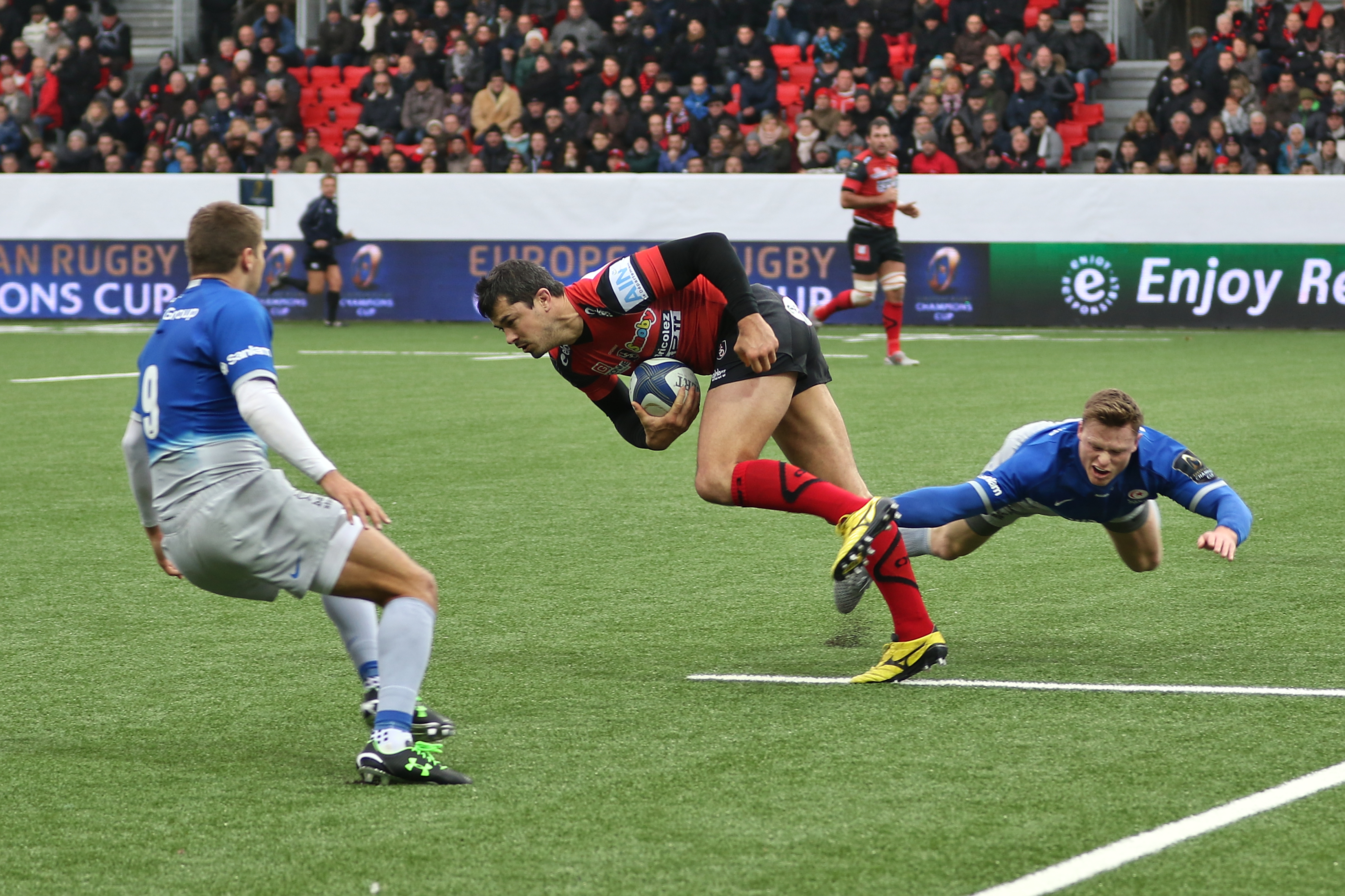
Francesa: tocar el tobillo para que tropiece.

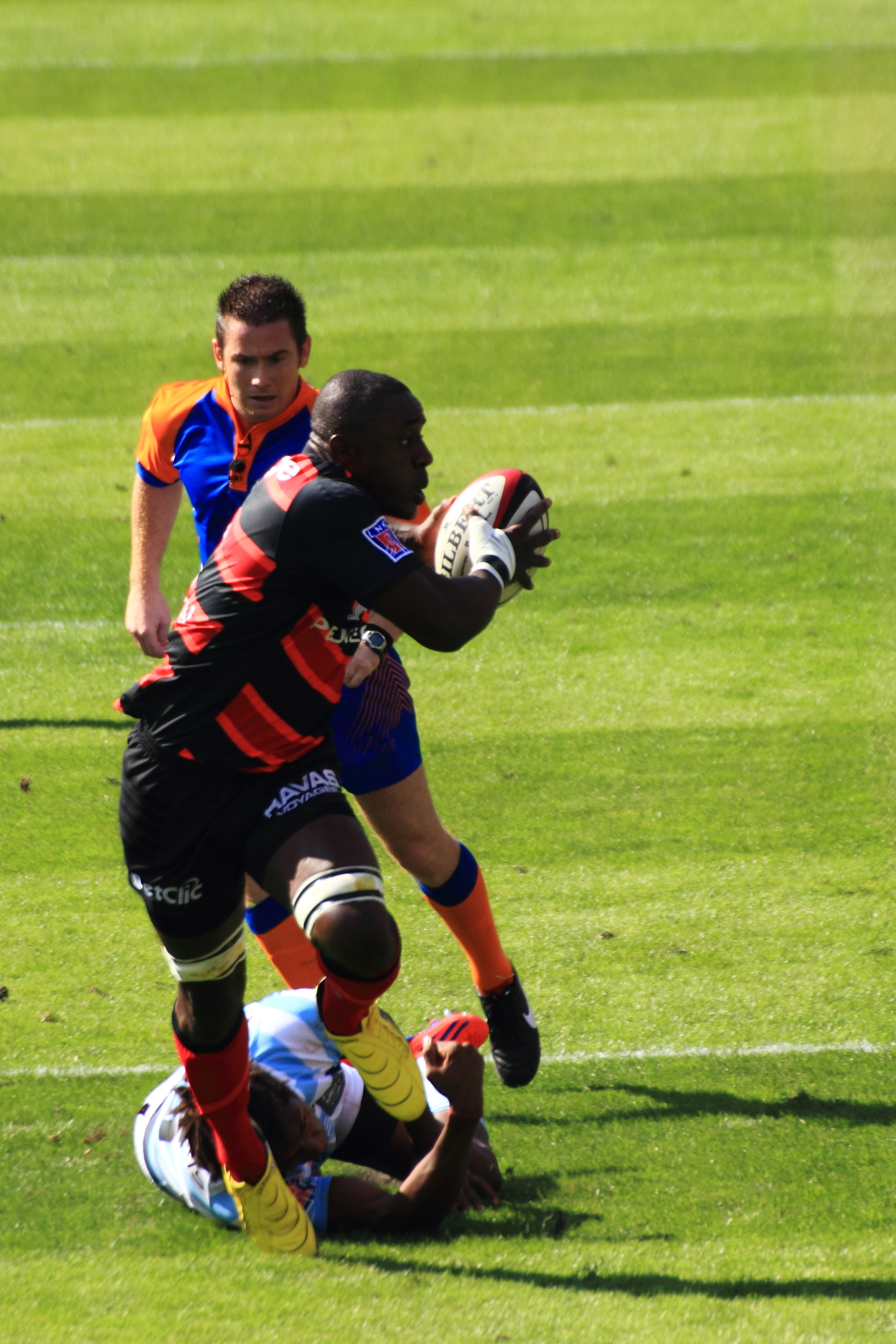
La francesa se usa cuando no se logra alcanzar al oponente.

El tackle francés o francesa es un movimiento que se emplea en el rugby para derribar al oponente. No es un tackle, por lo que el jugador derribado puede levantarse y continuar con su carrera.

## Movimiento
El tackle francés se usa cuando el oponente está de espaldas y fuera del alcance del tackle, el movimiento es arrojarse con un brazo para tocar el tobillo y hacerle perder el equilibrio. Técnicamente se usa como último recurso debido a que el jugador podrá levantarse y seguir corriendo; ya que no está tackleado.
Se realiza con los brazos porque usar las piernas para derribar, como en la barrida del fútbol, está prohibido en el rugby.

## Francesas célebres[3]
El medio scrum irlandés Peter Stringer es considerado el mejor realizando el movimiento, porque lo empleaba con mucha cotidianidad.
- Rassie Erasmus a Jonah Lomu en el Torneo de las Tres Naciones 2000.
- Agustín Pichot a Chris Latham en 2000.
- Peter Stringer a Dan Luger en el Torneo de las Seis Naciones 2001.
- Peter Stringer a Jason Robinson en el Torneo de las Seis Naciones 2004.
- Joe Worsley a Vincent Clerc en las semifinales de la Copa Mundial de Rugby de 2007.
- Shaun Webb a D. T. H. van der Merwe en la fase de grupos de la Copa Mundial de Rugby de 2011.
- Geoff Parling a Jesse Mogg en la Gira de los Leones Británico-Irlandeses 2013.
- Beauden Barrett a Willie Le Roux en The Rugby Championship 2014.